# Stelis janus
Stelis janus är en orkidéart som beskrevs av Carlyle August Luer och Alexander Charles Hirtz. Stelis janus ingår i släktet Stelis och familjen orkidéer. Inga underarter finns listade i Catalogue of Life.